# Pylos-Nestoras
Pylos-Nestoras (tiếng Hy Lạp: ?) là một khu tự quản ở vùng Peloponnesos, Hy Lạp. Khu tự quản Pylos-Nestoras có diện tích 554 km², dân số theo điều tra ngày 18 tháng 3 năm 2001 là 21172 người.